# 11e Europese Filmprijzen
De 11e uitreiking van de Europese Filmprijzen, waarbij prijzen werden uitgereikt in verschillende categorieën voor Europese films, vond plaats op 4 december 1998 in de Britse hoofdstad Londen.

## Nominaties en winnaars

### Beste film
- La vita è bella
  - The Butcher Boy
  - Carne trémula
  - Festen
  - Lola rennt
  - My Name Is Joe
  - La Vie rêvée des anges

### Beste acteur
- Roberto Benigni - La vita è bella
  - Javier Bardem - Carne trémula
  - Ulrich Thomsen - Festen
  - Peter Mullan - My Name Is Joe

### Beste actrice
- Élodie Bouchez - La Vie rêvée des anges
- Natacha Régnier - La Vie rêvée des anges
  - Annet Malherbe - Kleine Teun
  - Dinara Drukarova - Of Freaks and Men

### Beste scenario
- Peter Howitt - Sliding Doors
  - Lars von Trier - Idioterne
  - Alex van Warmerdam - Kleine Teun
  - Jean-Pierre Bacri & Agnès Jaoui - On connaît la chanson

### Beste cinematografie
- Adrian Biddle - The Butcher Boy
  - Joseph Vilsmaier - Comedian Harmonists
  - Thierry Arbogast - Black Cat, White Cat
  - Danny Elsen - Le nain rouge

### Niet-Europese film
- The Truman Show
  - The Big Lebowski
  - Boogie Nights
  - The Castle
  - Deconstructing Harry
  - Saving Private Ryan